# 拉尔夫·毕晓普
拉尔夫·英格利希·毕晓普（英語：Ralph English Bishop，1915年10月1日—1974年10月1日），美国男子篮球运动员，曾代表美国国家队参加1936年夏季奥林匹克运动会男子篮球比赛，最终获得金牌。